# ایوانتس (مجارستان)
ایوانتس (به مجاری: Ivánc) یک شهرداری در مجارستان، واش است. ایوانتس ۱۷٫۱۴ کیلومتر مربع مساحت و ۷۰۲ نفر جمعیت دارد.